# Dragma

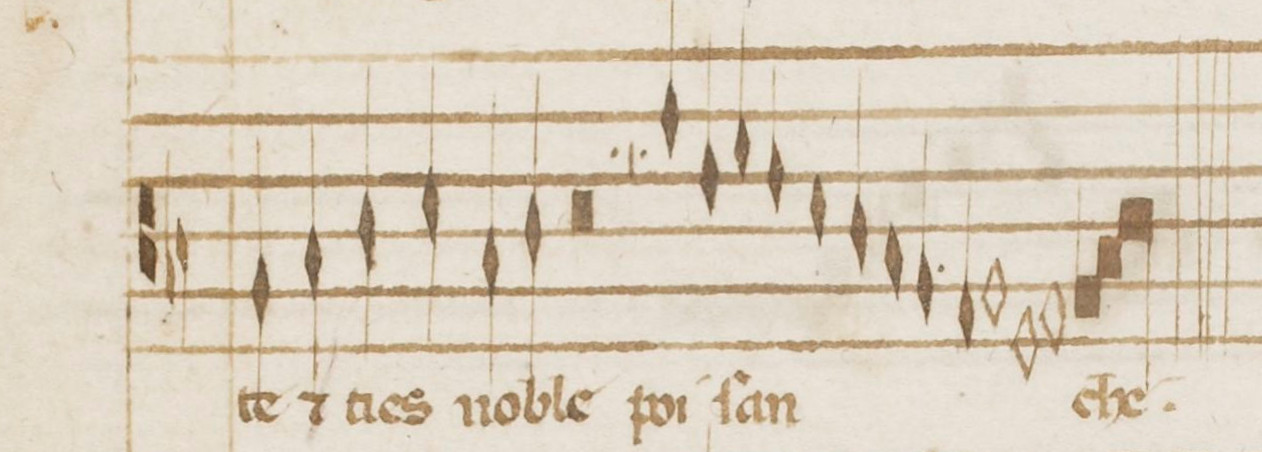
Extrait du motet à 3 voix, En atendant souffrir m’estuet grief payne de Philippus de Caserta, sur les mots ... et tres noble puissance. (Codex Reina, BnF, nouvelles acquisitions françaises 6771 no 183, 84v).

Un dragma (du grec ancien : δραχμή, drachmē ; pluriel dragmæ), dans la notation de la musique au XIVe siècle, est une note en forme de semi-brève munie d'une hampe (caudata) en haut et en bas. 
Pour le musicologue Willi Apel, dragma revêt plusieurs effets, mais le principal est habituellement de réduire une semi-brève à une valeur qui ne pouvait normalement être exprimée par un seul symbole. Dans certaines sources, il implique une pause (fermata) ou indique une syncope.
Ce genre de notation se trouve dans les manuscrits de la fin de l'époque médiévale. Elle est mentionnée par quelques théoriciens : par exemple Philippus de Caserta et Anonymus 10 chez de Coussemaker,.
Dans l’Ars discantus secondum du théoricien Johannes de Muris, dragma est la répétition d'un chant, avec un nouveau rythme.